# Phytomyza centralis
Phytomyza centralis este o specie de muște din genul Phytomyza, familia Agromyzidae, descrisă de Frost în anul 1936.
Este endemică în Costa Rica. Conform Catalogue of Life specia Phytomyza centralis nu are subspecii cunoscute.